# Jafran wa-Dżadu
Jafran wa-Dżadu (arab. يفرن وجادو, Yafran wa-Jādū) – gmina w Libii ze stolicą w Jafranie. 
Liczba mieszkańców – 91 tys.
Kod gminy – LY-YJ (ISO 3166-2).
Jafran graniczy z gminami:
- Sabrata wa-Surman – północ
- Az-Zawija – północny wschód
- Al-Dżifara – północny wschód
- Gharjan – wschód
- Mizda – południowy wschód
- Nalut – południowy zachód
- An-Nukat al-Chams – północny zachód